# Karlstein am Main
Karlstein am Main (oficialmente, Karlstein a. Main) es un municipio alemán, ubicado en el distrito de Aschaffenburg, en el Regierungsbezirk de Baja Franconia, en el Estado federado de Baviera.
Se ubica a orillas del río Meno y a pie de las vías férreas que unen las ciudades de Fráncfort y Aschaffenburg, a 16 km al noroeste de esta última.